# Microstachys nummularifolia
Microstachys nummularifolia är en törelväxtart som först beskrevs av Inês Cordeiro, och fick sitt nu gällande namn av Hans-Joachim Esser. Microstachys nummularifolia ingår i släktet Microstachys och familjen törelväxter. Inga underarter finns listade i Catalogue of Life.